# Krematorium (Band)
Krematorium (russisch Крематорий Krematori; auch transliteriert als Krematorij) ist eine russische Rockband.

## Geschichte

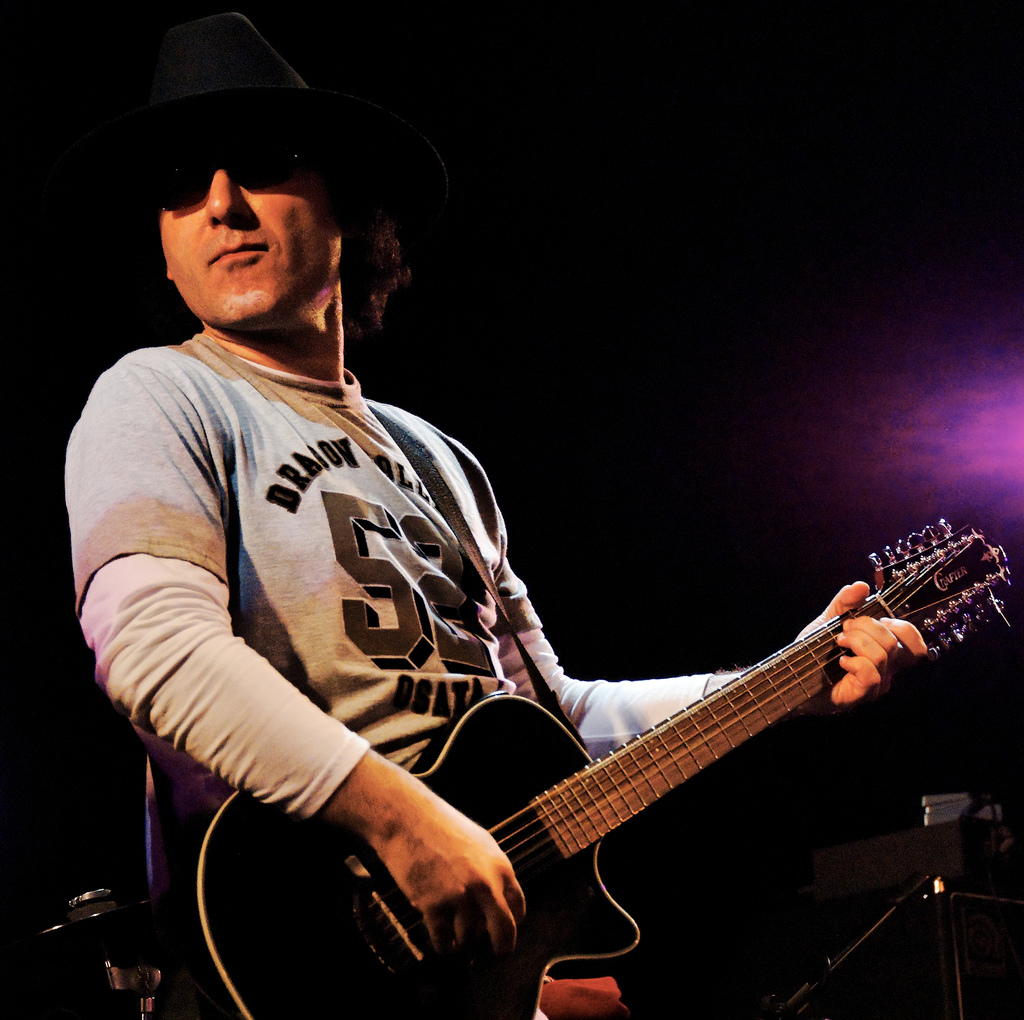
Frontmann Armen Grigorjan (2007)

Die Gruppe Krematorium wurde 1983 in Moskau von Wiktor Trojegubow und dem Frontmann und Autor der meisten Titel der Band Armen Grigorjan gegründet. Nach einem Streit nach dem dritten Album Illusorische Welt kam es zu einer mehrjährigen Pause.
Im Jahre 1988 erschien das vierte Album Koma mit dem Lied Mussorny weter (Müllwind; bezieht sich auf die gleichnamige, antistalinistische Erzählung von Andrei Platonow aus den 1930er Jahren), dank dem der Band der Durchbruch gelang. Mit ihrem Stil, dem Einsatz einer Violine in Kombination mit Hardrockelementen setzte sie neue Maßstäbe in der russischen Rockmusik. Von nun begann eine rege Konzerttätigkeit und die Band trat im sowjetischen Zentralen Fernsehen auf. Konzerte im Ausland, wie Deutschland, Israel und den USA folgten. Nach weiteren Streitigkeiten verließ Trojegubow endgültig die Band und schrieb später ein Buch über seine Zeit in der Band.
1993 erschien mit der Kompilation Krematorium das bisher erfolgreichste Album der Band. 1994 beteiligte die Band sich am Film Tazu zusammen mit der Jekaterinburger Band Nastja um Sängerin Nastja Polewa (Tazu hieß deren 1987er Durchbruchsalbum), welcher aber nicht den erwünschten Erfolg hatte. Jedoch wurde das gedrehte Material des Films in Folge für etliche Videoclips der Band verwendet.
Bisher wurden 15 reguläre Studioalben, sechs Sampler (darunter einen in der Serie Legenden des russischen Rock) und zwei Konzertalben veröffentlicht. Zu den bekanntesten Titeln zählen Mussorny weter (Мусорный ветер, Müllwind), Besobrasnaja Elsa (Безобразная Эльза, Hässliche Elsa), Malenkaja dewotschka (Маленькая девочка, Kleines Mädchen), Seksualnaja koschka (Сексуальная кошка, Sexy Katze), Leprosori (Лепрозорий, Leprosorium), Tanja (Таня), Klubnika so ldom (Клубника со льдом, Erdbeere mit Eis), Autsaider (Аутсайдер, Outsider/Außenseiter), Chabibulin (Хабибулин), Posledni schans (Последний шанс, Letzte Chance) und andere.

## Diskografie (Auswahl)
Reguläre Studioalben
- Winnyje memuary (Винные мемуары; Wein-Memoiren; 1983)
- Krematori II (Крематорий II; Krematorium II; 1984)
- Illjusorny Mir (Иллюзорный мір; Illusorische Welt; 1985; das Wort Mip in Schreibweise mit dem durch die Russische Rechtschreibreform von 1918 abgeschafften Buchstaben i zur Klärung der Bedeutung – in der heutigen Schreibweise könnte es auch Frieden bedeuten)
- Koma (Кома; Koma; 1988)
- Klubnika so ldom (Клубника со льдом; Erdbeere mit Eis; 1989)
- Sombi (Зомби; Zombie; 1991)
- Tango na oblake (Танго на облаке; Tango auf der Wolke; 1994)
- Tekilowyje sny (Текиловые сны; Tequila-Träume; 1995)
- Mikronesija (Микронезия; Mikronesien; 1996)
- Gigantomanija (Гигантомания; Gigantomanie; 1996)
- Botanika (Ботаника; Botanik; 1997)
- Tri istotschnika (Три источника; Drei Quellen; 2000)
- Mifologija (Мифология; Mythologie; 2002)
- Rok’N’Roll (Рок’N’Roll; 2003; das Wort Rock im Titel mit kyrillischen Buchstaben beziehungsweise auf Russisch)
- Amsterdam (Амстердам; 2008)
- XXV let – The Best (XXV лет – The Best; XXV Jahre – The Best; 2009)
- Tschemodan presidenta (Чемодан президента; Koffer des Präsidenten; 2013)
- Ljudi-newidimki (Люди-невидимки; Unsichtbare Menschen; 2016)